# 郭秋煌
郭秋煌（1908年2月19日—1996年8月16日）出生於臺南市學甲區，頂溪州仔人。
畢業於東京帝國大學經濟學部經濟學科。日治時期曾任學甲庄協議會員、學甲信用組合長等職。
戰後曾任臺灣省臨時省議會議員、臺灣省議會議員。

## 生平

### 日治時期
昭和6年（1931年）臺北高等學校畢業後赴日，進入東京帝國大學經濟學部經濟學科就讀，昭和9年(1934)3月畢業後返臺，翌年任命學甲庄協議會員，並於地方制度改正之際當選民選庄協議會員。昭和12年(1937)成立北門郡土地改良組合，自任理事。
昭和15年（1940年）出任學甲信用組合長，次年，當選為南亞製粉專務取締役，兼任興南新聞社相談役等職。

### 戰後
戰後曾歷任臺南縣農會理事、臺灣省臨時省議會第一、三屆議員、臺灣省議會第一、二屆議員、農林公司常務監察人等職。
民國39年（1950年）12月成立第一屆「臺灣省臨時省議會」，取代臺灣省參議會。郭秋煌分別於民國40年（1951年）與民國46年（1957年）獲選第一屆與第三屆的臺灣省臨時省議會議員。民國48年（1959年），行政院以行政命令將臺灣省臨時省議會改制為「臺灣省議會」，郭秋煌改任第一屆臺灣省議員；至民國49年（1960年）復在第二屆臺灣省議員當選。競選省議員時，當時上念大三的黃昭堂將七股住家借給郭秋煌當競選事務所，並為其演講助選，成為黃昭堂政治的啟蒙老師。
郭秋煌因曾任省農會理事多年，重視農業發展方面之議題，屢次向省政府農林廳建議加速農業改革；同時農作物收成情況及其相關加工事業的發展，向政府提議要求開放蕃薯粉、蕃薯簽、樹薯粉、樹薯干等澱粉類製品的輸出禁令。
另一方面，郭議員的關心也擴及到漁業方面，其與劉傳來等議員提案要求增加漁業貸款，以此增加農、漁業的生產量，振興相關產業。
在交通方面，曾請省政府提報中央，開放臺南縣境內將軍鄉馬沙溝港與西南海域的澎湖列島等地港口之間的航線。  
郭秋煌於1996年與世長辭。

## 故居
故居為泥造瓦頂平房，目前保存狀況良好，外圍以短牆環繞居所。